# Гонка со временем (фильм, 2021)
«Гонка со временем» (англ. The Desperate Hour; также «Час отчаяния», первоначальное название — англ. Lakewood) —  фильм-триллер 2021 года режиссёра Филлипа Нойса с Наоми Уоттс в главной роли. В фильме мать во время утренней пробежки получает известие о том, что её сын-школьник был взят в заложники вооружённым человеком; она пытается связаться по телефону с похитителем, чтобы спасти сына.
Мировая премьера состоялась на Международном кинофестивале в Торонто 12 сентября 2021 года. В российский кинопрокат фильм вышел 17 февраля 2022 года.

## Сюжет
Год назад Эми потеряла мужа, погибшего в автокатастрофе, и осталась одна с двумя детьми. Однажды утром она отправляет младшую дочь Эмили в школу. Старший сын Ноа заявляет, что хочет остаться дома, и Эми отправляется на утреннюю пробежку в лес. По дороге ей постоянно звонят то мать, которая сегодня прилетает, то подруга, которая приглашает её на вечеринку, то коллега по работе. Эми отключает телефон, чтобы побыть одной и предаться воспоминаниям о муже. Внезапно на телефоне раздаётся сигнал тревоги: школы города оцеплены, так как что-то случилось. Эми удаётся выяснить, что с её дочерью всё в порядке, но происходящее связано со школой, где учится её сын. От подруги она узнаёт, что та видела Ноа, садящегося в машину. Телефон Ноа не отвечает.
Эми начинает звонить попеременно в службу 911, подруге, а также работнику автомастерской, расположенной возле школы. Ей удаётся установить, что Ноа всё-таки поехал утром в школу на их машине-пикапе. Школа же оцеплена, потому что там появился стрелок и уже ранил нескольких человек, а одна девушка умерла в больнице. Хотя Эми всё это время бежит по направлению к городу и по дороге пытается вызвать такси, она всё ещё далеко, к тому же начала хромать.
В какой-то момент Эми звонит полицейский и задаёт вопросы о психическом состоянии Ноа, его отношении к оружию, о приёме им лекарств. Эми не скрывает, что Ноа по-прежнему тяжело переживает смерть отца и отдалился от неё, и понимает, что полицейские подозревают, что он может быть тем самым стрелком. Однако через некоторое время оказывается, что стрелок не Ноа, а Ноа остаётся в школе в числе пяти людей, удерживаемых стрелком. Внезапно Эми получает звонок от Ноа, который говорит только «Помоги мне» и больше не отвечает. От работника автомастерской Эми узнаёт, что полиция обыскивала не только машину Ноа, но ещё несколько машин. Эми просит работника узнать их номера и имена владельцев, а затем через дочь подруги, которая учится в той же школе, узнаёт, чьи имена ей знакомы. Один человек, Роберт Эллис, оказывается незнакомым девочке. Через коллегу по работе в налоговом управлении Эми узнаёт его телефон и звонит ему. Роберт, бывший ученик школы, и оказывается стрелком, по телефону он говорит Эми, что хочет, чтобы всё это скорее закончилось, но потом вешает трубку. Полицейский звонит Эми и укоряет её в том, что она помешала работе полиции, самовольно связавшись со стрелком. Однако вскоре он звонит опять, сообщая, что переговоры со стрелком застопорились, и Эми должна позвонить ему и отвлечь, пока SWAT готовится к штурму.
Эми снова звонит Эллису и говорит с ним. Штурм проходит успешно, захваченные ученики освобождены, и семья Эми воссоединяется.

## В ролях
| Актёр           | Роль         |
| --------------- | ------------ |
| Наоми Уоттс     | Эми Карр     |
| Колтон Гоббо    | Ноа Карр     |
| Сьерра Молтби   | Эмили Карр   |
| Эндрю Чоун      | Роберт Эллис |
| Мишель Джонстон | Хизер        |

## Критика
Фильм получил низкие оценки критиков: так, на Rotten Tomatoes у него лишь 29 % одобрения (7 % у 15 ведущих критиков).